# Роді-Гарганіко
Роді-Гарганіко, Роді-Ґарґаніко (італ. Rodi Garganico) — муніципалітет в Італії, у регіоні Апулія,  провінція Фоджа.
Роді-Гарганіко розташоване на відстані близько 290 км на схід від Рима, 125 км на північний захід від Барі, 60 км на північний схід від Фоджі.
Населення — 3699 осіб (2014).
Щорічний фестиваль відбувається 2 липня. Покровитель — SS. Madonna della Libera.

## Демографія
Населення за роками:

Станом на 1 січня 2023 року в муніципалітеті офіційно проживав 141 іноземець з 27 країн, серед них 62 громадяни країн Євросоюзу та 12 громадян України.

## Сусідні муніципалітети
- Іскітелла
- Віко-дель-Гаргано